# Česma (rijeka)
Česma je rijeka u Hrvatskoj, lijeva pritoka rijeke Lonje. Nastaje spajanjem potoka Grđevica i Barna na koordinatama; 45°43′32″N 17°03′01″E / 45.72556°N 17.05028°E blizu naselja Pavlovac kod Velikog Grđevca.
Česma je duga 123 km i zbog malog pada često je poplavljivala prije regulacije riječnog korita. Slivno područje Česme iznosi 2890 km².

## Opis
Slijev rijeke Česme je lepezastog oblika i tvore ga brojni tokovi koji izviru na padinama Bilogore i Moslavačke gore. Južni pristranci Bilogore blago se spuštaju, ispresjecani brojnim potocima i vododerinama, strmo i duboko usječenim. Na pristrancima se javljaju brojni izvori, koji u sušnom dijelu godine gube vodu.
Područje oko vodotoka Česme do prije stotinjak godina bilo je podložno plavljenju zbog čega je ono bilo močvarno. Nakon toga su Česma i njene pritoke kanalizirane, podignuti su nasipi radi obrane od poplava, a tlo je isušeno radi dobivanja obradivih površina kao i zbog borbe protiv malarije. Na mjestu nekadašnjih močvara danas se nalaze ribnjaci koji se napajaju vodom iz potoka koji utječu u Česmu. Ti ribnjaci su jedna od zadnjih utočišta ptica močvarica između Drave i Save.
Uz Česmu se nalazi nekoliko većih ribogojilišnih kompleksa. Sjeverno uz Česmu ribnjačastvo Dubrava, a uz južnu obalu ribnjaci Siščani, Blatnica i Narta. Oba kompleksa se prostiru na oko 5 kilometara duž toka Česme i sličnog su okruženja. Međusobno su udaljeni oko 5 kilometara. Ukupna površina koju pokrivaju privredni ribnjaci iznosi 1346 ha.

## Vanjske poveznice
|  | Zajednički poslužitelj ima još gradiva o temi Česma (rijeka) |